# Петровци
Пèтровци е село в Северна България, община Габрово, област Габрово.

## География
Село Петровци се намира на около 8 km северозападно от центъра на град Габрово, 16 km югоизточно от Севлиево и около 1,5 km североизточно от село Враниловци, в близост със селата Лоза от изток и Армените от северозапад. Разположено е в подножията на западната част на платото Стражата, между две разклонения на малък приток на река Лопушница. Климатът е умереноконтинентален. Надморската височина нараства от около 340 m в южния край на селото до около 360 m в северния му край. Общинският път през Петровци е северно отклонение в село Янковци от второкласния републикански път II-44 (Севлиево – Габрово), минава през селата Милковци, Златевци и Лоза, а след Петровци продължава до кръстовище с пътя от село Враниловци до село Армените.

## История
През 1995 г. дотогавашното населено място колиби Петровци придобива статута на село.

## Население
Населението на село Петровци наброява 71 души при преброяването към 1934 г., намалява до 16 към 1985 г. и до трима души (по текущата демографска статистика за населението) към 2019 г.
Преброяване на населението през 2011 г.
Численост и дял на етническите групи според преброяването на населението през 2011 г.:
|                     | Численост | Дял (в %) |
| Общо                | 9         | 100,00    |
| Българи             | 9         | 100,00    |
| Турци               | 0         | 0,00      |
| Цигани              | 0         | 0,00      |
| Други               | 0         | 0,00      |
| Не се самоопределят | 0         | 0,00      |
| Неотговорили        | 0         | 0,00      |